# Operace Gothic Serpent
Operace Gothic Serpent byla vojenská operace vedená speciálními jednotkami USA, jejímž primárním cílem bylo zajmout vojenského diktátora Mohameda Farraha Aidida. Tato operace se odehrávala v Somálsku, od srpna do října 1993 pod dohledem Joint Special Operations Command (JSOC)
V rámci operace se uskutečnila i mise, při které měli být zatčeni dva Aididovi poručíci. Tato akce se stala nejvíce známou jako bitva o Mogadišo.

## Pozadí událostí
V prosinci roku 1992, vydal prezident USA George H. W. Bush rozkaz, aby se ozbrojené síly USA připojily k OSN ve společné operaci známé jako Operace Restore Hope, jejímž hlavním cílem bylo obnovení pořádku v Somálsku. Tato země byla rozvrácena občanskou válkou mezi klanovými milicemi a vážným hladomorem. Během několika následujících měsíců se však situace ještě zhoršila.
V lednu 1993 nastoupil do úřadu nově zvolený prezident USA Bill Clinton.
V květnu téhož roku všechny zúčastněné strany souhlasily s konferencí o odzbrojení navržené Mohamedem Farrahem Aididem, somálským diktátorem číslo jedna. 5. června, 1993, bylo v Aididem kontrolované oblasti Mogadišu napadeno a zabito 24 pákistánských vojáků ve službách OSN a jakákoliv naděje na poklidné vyřešení konfliktu rychle zmizela. Druhý den vydala Rada bezpečnosti OSN Rozhodnutí 837 volající po zatčení a soudu těch, již nesou odpovědnost za toto napadení. Bojová letadla USA společně s vojáky OSN začala soustředěný útok na Aididovu pevnost. Aidid však nepřestával klást odpor a násilnosti mezi somálskými vojáky a jednotkami OSN se vystupňovaly.
22. srpna bylo do Somálska odveleno taktické uskupení "Task Force Ranger" pod velením generálmajora Williama F. Garrisona, toho času velitele JSOC. Toto uskupení sestávalo z:
- „Company B (Bravo)“, 3rd Ranger Battalion, 75th Ranger Regiment (B/3/75)
- „C Squadron 7“ z „1st Special Forces Operational Detachment-Delta“ (Delta Force) (1st SFOD-D)
- Balíček 16 helikoptér i s personálem z "160th Special Operations Aviation Regiment (Nightstalkers) (160th SOAR)", který zahrnoval MH-60 Black Hawks a AH/MH-6 Little Birds.

Jejich mise byla sledování Aidida pod krycím jménem „Operace Gothic Serpent“
- Navy SEALs od „Naval Special Warfare Development Group“
- Air Force Pararescuemen a Combat Controllers z 24th Special Tactics Squadron.

Generál Garrison původně žádal o 75 příslušníků týmu Delta a byl velmi nadšen, když mu Washington přidělil celou jednotku o 450 mužích.

## Obecná situace
Jednotky v Mogadišu obsadily za primitivních podmínek starý hangár a stavební přívěsy. Jednotky měly na místě dokonce problémy s nedostatkem pitné vody a staly se cílem časté minometné palby.
V průběhu září podnikly tyto jednotky několik úspěšných misí s cílem zatknout Aididovy stoupence a obsadit nepřátelská skladiště. Letectvo také provádělo časté lety nad městem, aby si civilisté zvykli na přítomnost helikoptér a aby se vojáci seznámili s úzkými uličkami a průchody Mogadišu (viz psychologické operace).

## Bitva o Mogadišo
Odpoledne 3. října 1993, byly jednotky informovány, že dva z Aididových vůdců se nachází v rezidenci v centru Mogadišu. Na místo bylo vysláno 19 helikoptér, 12 Humvee a 160 mužů, aby je zajali.
V průběhu mise se vážně zranil vojín Todd Blackburn, když minul lano během slaňování z vrtulníku MH-60 Black Hawk a zřítil se z jednadvaceti metrů na ulici pod ním. Oba vůdci milice byli rychle zajati a spolu se zraněným Rangerem byli naloženi do konvoje Humvee. Při následném stahování byl střelou RPG sestřelen americký MH-60 Black Hawk, „Super Six One“. Oba piloti byli na místě mrtví, avšak posádka vrtulníku pád přežila a snažila se udržet pozici před postupující milicí Somálské národní aliance. Krátce na to byl sestřelen další vrtulník Black Hawk. Tento stroj se však zřítil do části města, která byla vzdálena od hlavních bojů. Pád vrtulníku přežil pouze pilot Michael Durant. Dva odstřelovači z Delta týmu (Randy Shughart a Gary Gordon) se opakovaně nabídli,[zdroj?] že se pokusí zabezpečit místo havárie do příchodu záchranného týmu. Po dvou zamítnutích jim bylo povolení nakonec uděleno však s plným vědomím toho, že je to pravděpodobně bude stát jejich životy. Během snahy o udržení místa nehody stříleli členové Delta Force do davu ozbrojeného střelnými zbraněmi a kameny. Oba byli nakonec zabiti v akci, takže na místě zůstal pouze pilot, který by byl ubit davem, kdyby ho členové Aididovi milice nevzali do zajetí. Randy Shughart a Gary Gordon byl za obranu vraku vrtulníku in memoriam vyznamenáni Medailí cti, nejvyšším vojenským vyznamenáním USA.
Silné boje probíhaly i kolem místa dopadu prvního vrtulníku. Americké jednotky přišly k místu dopadu, ale zanedlouho byly samy obklíčeny postupující milicí Somálské národní aliance. Velitel této milice připravoval minometný útok na pozice Američanů, avšak nakonec kvůli informacím o možném ohrožení civilistů tuto akci odvolal. Během večera Američané s pomocí laserem naváděných raket a palby z helikoptér zničily pozice milice. Tento útok si podle údajů milice vyžádal přes 1000 obětí. Ztráty utrpěli také Američané.
Těžce vyzbrojený záchranný konvoj tvořený malajsijskými a pákistánskými jednotkami OSN dorazil na místo dopadu první helikoptéry dvě hodiny po půlnoci. Tato prodleva byla způsobena tím, že Američané neinformovali o svém přepadu ostatní členy mise OSN. Za pomocí jednotek OSN americké velení konečně evakuovalo všechny své vojáky na základnu OSN.
Z této bitvy se vyklubal nejintenzivnější boj zblízka, do jakého se vojáci USA zapojili od války ve Vietnamu. Nakonec byly sestřeleny dvě helikoptéry MH-60 Black Hawk, bylo zabito devatenáct amerických vojáků a jeden malajsijský voják ze záchranného konvoje. Odhady ztrát Somálců přesahují tisíc osob.

## Následné události
Dva dny po skončení bojů byl při minometném útoku somálské milice zabit další americký voják.
V reakci na bitvu o Mogadišo americký prezident Bill Clinton nařídil okamžité ukončení bojových operací všech zúčastněných jednotek. Následně stanovil datum stažení amerických jednotek ze somálského území na 31. březen 1994. Do roka po stažení amerických vojáků se ze Somálska stáhla také vojska OSN.

## Odraz v kultuře
O operaci pojednává americký válečný film Černý jestřáb sestřelen z roku 2001 režiséra Ridleyho Scotta.